# Mensdorff-Pouilly (Adelsgeschlecht)

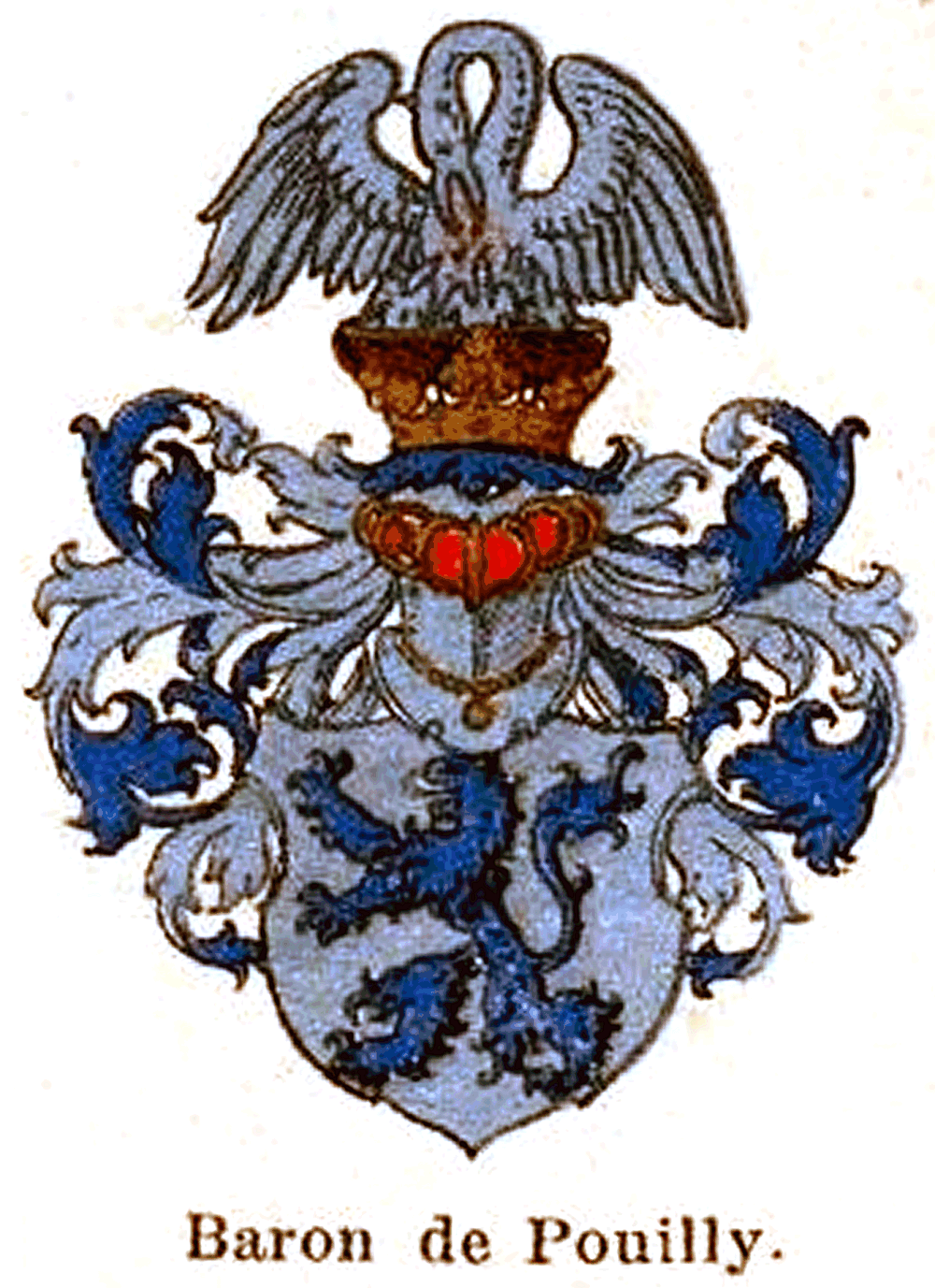
Stammwappen derer von Mensdorff-Pouilly

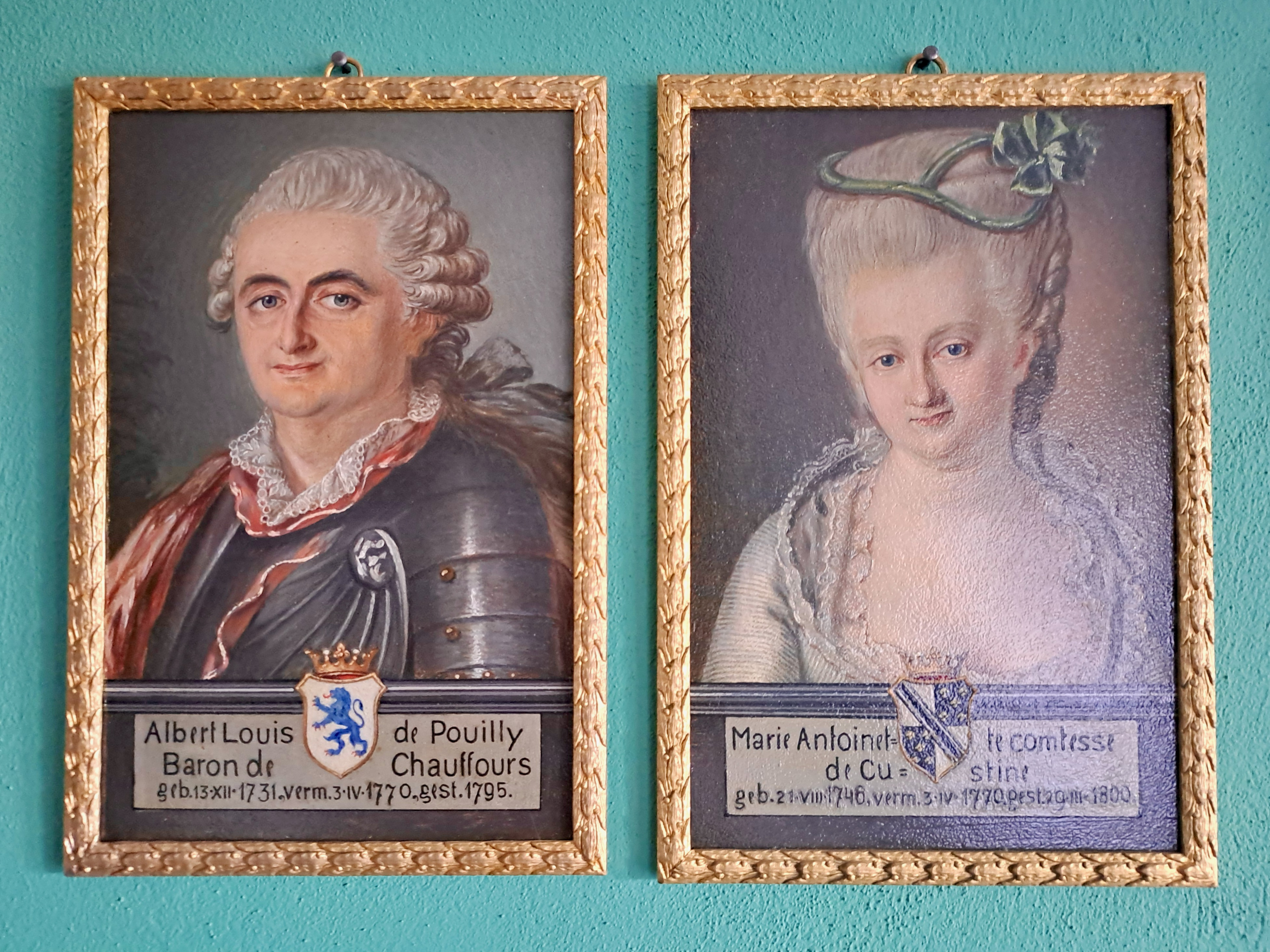
Albert Louis Pouilly und Marie Antoinette Pouilly Comtesse de Custine

Mensdorff-Pouilly ist ein weitverzweigtes, aus Lothringen stammendes Adelsgeschlecht. Es leitet seine Herkunft von der 1395 zur Baronie erhobenen Herrschaft Pouilly bei Stenay ab und besteht heute noch.
Von 1871 bis 1964 bestand in der Nachfolge des Hauses Dietrichstein die fürstliche Linie Dietrichstein-Mensdorff-Pouilly.

## Geschichte

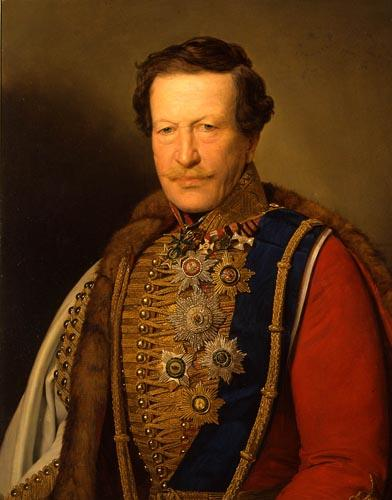
Emmanuel (* 1777; † 1852), wurde kaiserlich-königlicher General und 1818 österreichischer Graf von Mensdorff-Pouilly, Stammvater zahlreicher Nachkommen

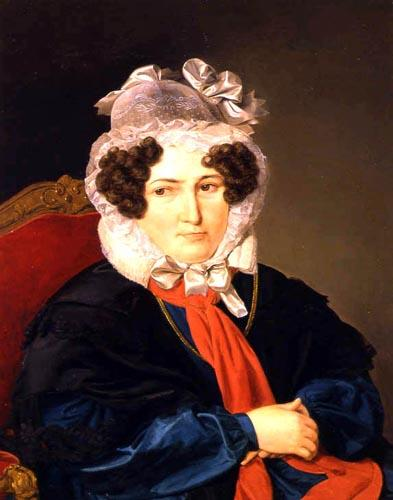
Sophie Friederike (* 1778; † 1835), geb. Prinzessin von Sachsen-Coburg-Saalfeld, Herzogin zu Sachsen, Ehefrau von Emmanuel Graf Mensdorff-Pouilly

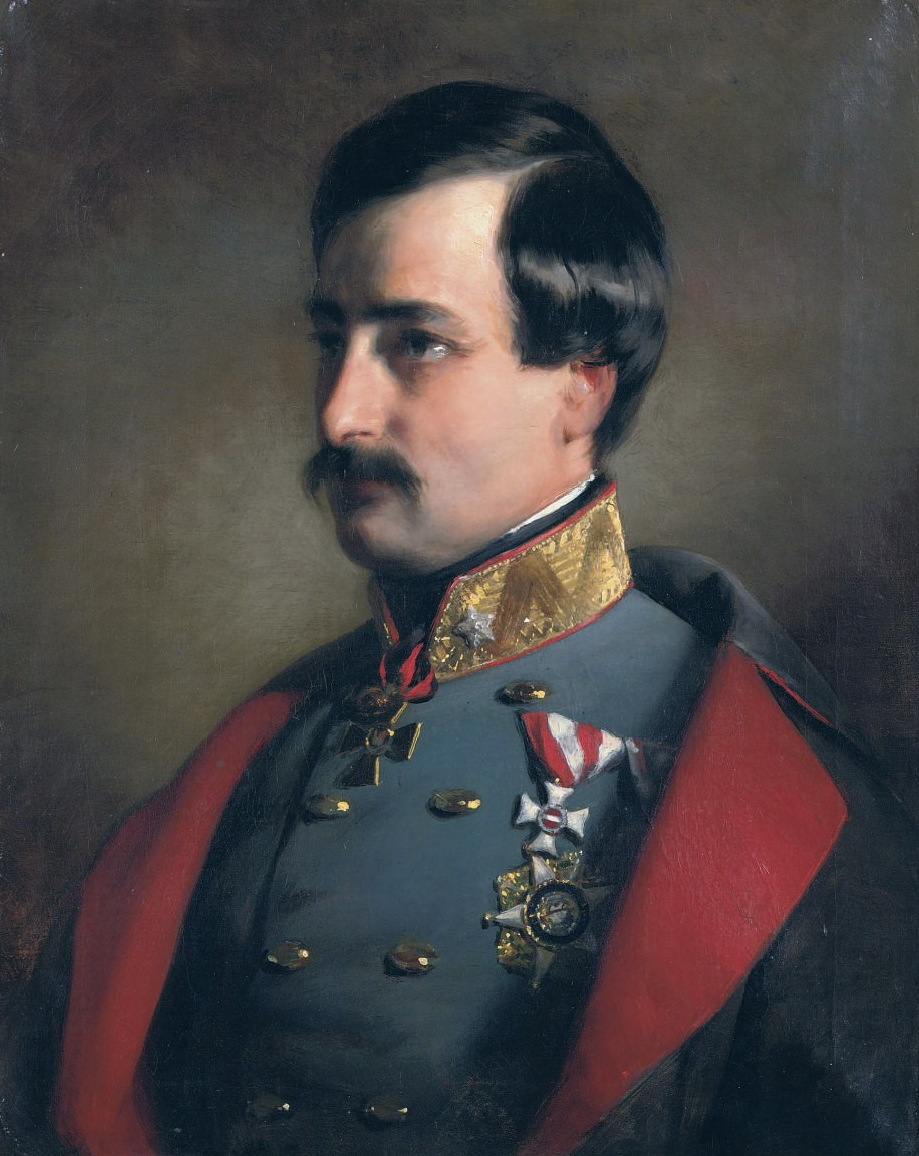
Alexander von Mensdorff-Pouilly (* 1813; † 1871), österreichischer General und Außenminister, 1. Fürst von Dietrichstein zu Nikolsburg (Porträt von Friedrich von Amerling)

### Herkunft
Das Geschlecht stammt ursprünglich aus Pouilly-sur-Meuse, einem kleinen Ort nordwestlich von Stenay in der französischen Region Lothringen. Die Stammreihe beginnt mit Aubertin de Pouilly, urkundlich erstmals erwähnt 1418. Das Geschlecht trennte sich in mehrere Linien. Die später Mensdorff-Pouilly genannte Linie der Barone Pouilly-Chaufour stand erst in lothringischen Diensten und besaß die Grafschaft Roussy nördlich von Thionville und trug somit auch den Titel der Grafen von Roussy. Den französischen Grafenstand erhielt das Geschlecht de Pouilly mit dem Prädikat de Roussy 1760.

### Über Preußen nach Österreich
Albert-Louis Baron de Pouilly et de Chaufour, Comte de Roussy (* 1731; † 1795) diente in der königlichen Armee im Rang eines Maréchal de camp. 1789 wählte ihn der Adel von Verdun als Deputierten bei den Generalständen. Nach den Revolutionsereignissen in Paris verließ Albert-Louis mit seiner Familie im Juli 1790 als einer der Ersten Frankreich und begleitete die königlichen Prinzen in die Emigration. Er, seine Frau Marie-Antoinette-Philippine, geborene de Custine (* 1746; † 1800) (sie war die zweite Ehefrau von Graf Albert-Louis), und die Kinder, hatten während der Französischen Revolution 1789, nach dem Namen eines kleinen Dorfes in ihrer Grafschaft Roussy (bei Betzdorf in Luxemburg) den Namen Mensdorff angenommen, um bei einer eventuellen Gefangennahme durch Republikanische Truppen nicht erkannt zu werden. Im Exil vertrat Graf Albert-Louis, in der Stellung eines Lieutenant-général, die französischen Prinzen dann am Hofe des preußischen Königs Friedrich Wilhelm II. Mit seinen beiden Söhnen Albert-Louis (* 1775; † 1799), gefallen in Italien in der Schlacht an der Trebbia, und Emmanuel (* 1777; † 1852) nahm er 1792 am Feldzug der preußischen Truppen nach Frankreich teil. Emanuel trat am 1. Juli 1793 in die Dienste der Habsburger und heiratete am 22. Februar 1804 Prinzessin Sophie von Sachsen-Coburg-Saalfeld (* 1778; † 1835), Tochter des Herzogs Franz von Sachsen-Coburg-Saalfeld.

### Die Familie in Österreich
In Österreich brachte es Emmanuel bis zum kaiserlich-königlichen Generalmajor und Ritter des Militär-Maria-Theresien-Ordens. Am 29. November 1818 wurde ihm, Emanuel Comte de Pouilly, in Wien der österreichische Grafentitel als von Mensdorff-Pouilly erteilt, das böhmische Inkolat im Herrenstand folgte am 7. Dezember 1839 für denselben als Besitzer von Preitenstein im Bezirk Karlowitz, Tschechien. Eine österreichische Wappenänderung erhielt er als kaiserlich-königlicher Kämmerer, Geheimer Rat, Feldmarschallleutnant und Hofkriegsrats-Vizepräsident in Wien am 26. März 1844.
Ein Dekret vom 27. Dezember 1909 erklärte den jeweiligen Fideikommissherrn auf Preitenstein zum erblichen Mitglied des Herrenhauses des österreichischen Reichsrats.

### Mensdorff-Pouilly-Dietrichstein
Alexander von Mensdorff-Pouilly (* 1813; † 1871), kaiserlich-königlicher General der Kavallerie, Ritter des Militär-Maria-Theresien-Ordens, österreichischer Außenminister 1864–1866, vermählt seit 1857 mit Alexandrine (* 1824; † 1906), der Tochter des Joseph Franz von Dietrichstein-Proskau-Leslie, 9. Reichsfürsten von Dietrichstein, Inhabers der Herrschaft Nikolsburg in Mähren (* 1798; † 1858), erhielt in Primogenitur durch Allerhöchste Entschließung (A. E.) des Kaisers Franz Joseph vom 23. Dezember 1868 (das Diplom wurde zu Wien am 20. März 1869 ausgefertigt) den österreichischen Fürstenstand mit dem Namen Fürst von Dietrichstein zu Nikolsburg, Graf von Mensdorff-Pouilly und dem Prädikat Durchlaucht. Die nachgeborenen Kinder erhielten durch A. E. vom 26. Februar, Diplom Wien 6. April 1887, die österreichische Genehmigung zur Führung des Titels und Namens Graf bzw. Gräfin von Mensdorff-Pouilly-Dietrichstein. Nach dem Tod des 1. Fürsten von Dietrichstein zu Nikolsburg aus dem Haus Mensdorff-Pouilly im Jahr 1871 folgte als 2. Fürst sein Sohn Hugo (* 1858; † 1920) nach, anschließend dessen Sohn Alexander Albert (* 1899; † 1964). Mit dem 3. Fürsten von Dietrichstein zu Nikolsburg aus dem Haus Mensdorff-Pouilly ist diese Linie im Mannesstamm erloschen. Die Nachgeborenen des Fürsten Hugo erhielten durch A. E. vom 12. Juli, Diplom Wien 3. August 1917 die österreichische Genehmigung zur Führung des Titels und Namens Graf bzw. Gräfin von Dietrichstein-Mensdorff-Pouilly.
Der letzte Fürst dieses Namens hinterließ eine Tochter Olga, die 1952 Alejandro Joaquín José Leloir y Anchorena aus Buenos Aires heiratete. Deren Sohn Félix Tadeo Leloir y Dietrichstein (* 1959) führt heute den Namen Leloir Dietrichstein-Mensdorff-Pouilly. Sie erhielten 1991 das Schloss Boskovice (Tschechien) restituiert.

## Besitzungen

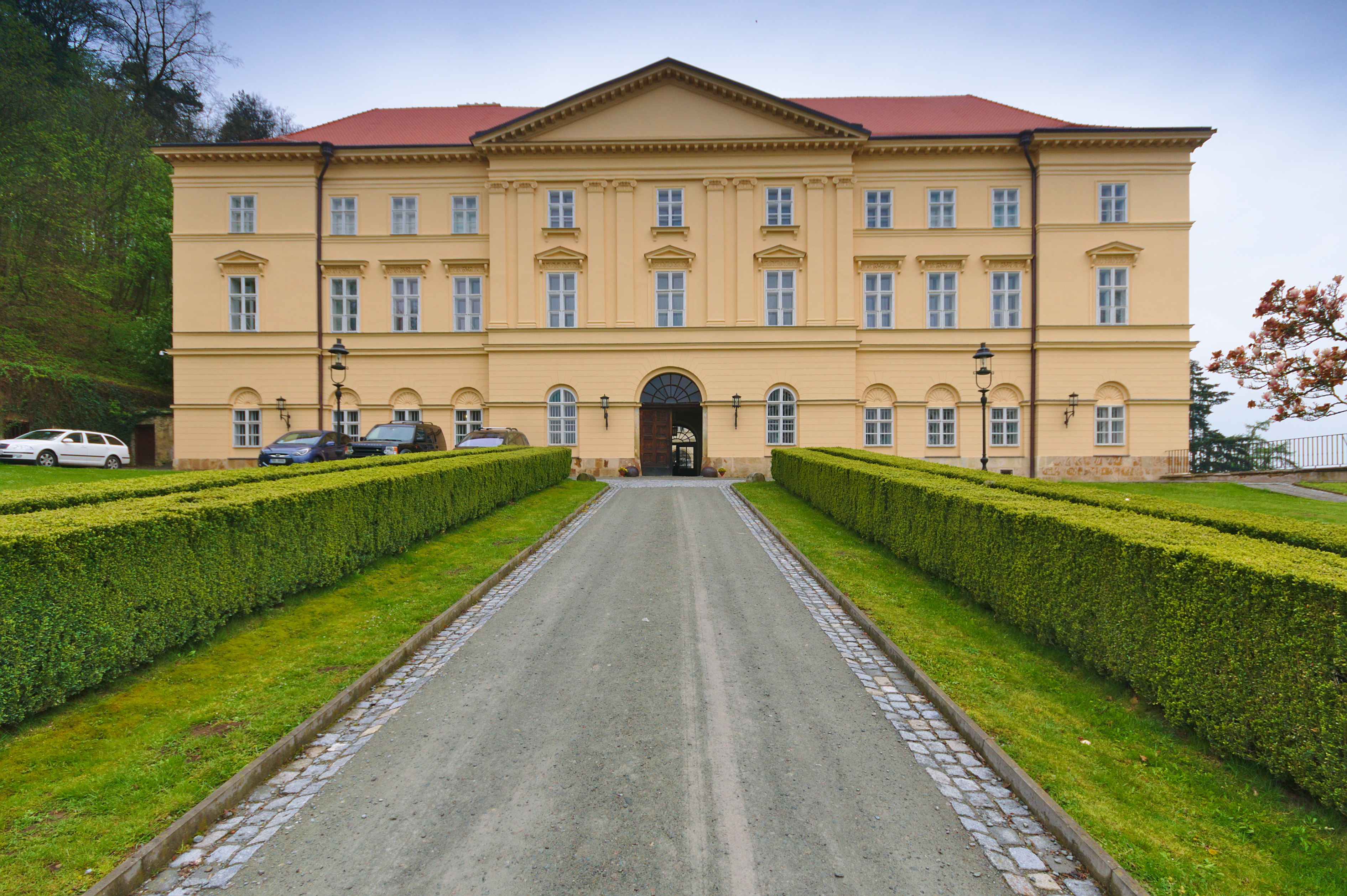
Schloss Boskovice

Zu den ehemaligen und gegenwärtigen Besitzungen der Familie gehören:
- Palais Dietrichstein am Minoritenplatz, Wien
- Burg Boskovice (Tschechien)
- Schloss Boskovice (Tschechien), 1991 restituiert
- Schloss Preitenstein, in Nečtiny (Tschechien)
- Schloss Nikolsburg, heute Mikulov (Tschechien)
- Ruine Spielberg, in Langenstein (Oberösterreich)

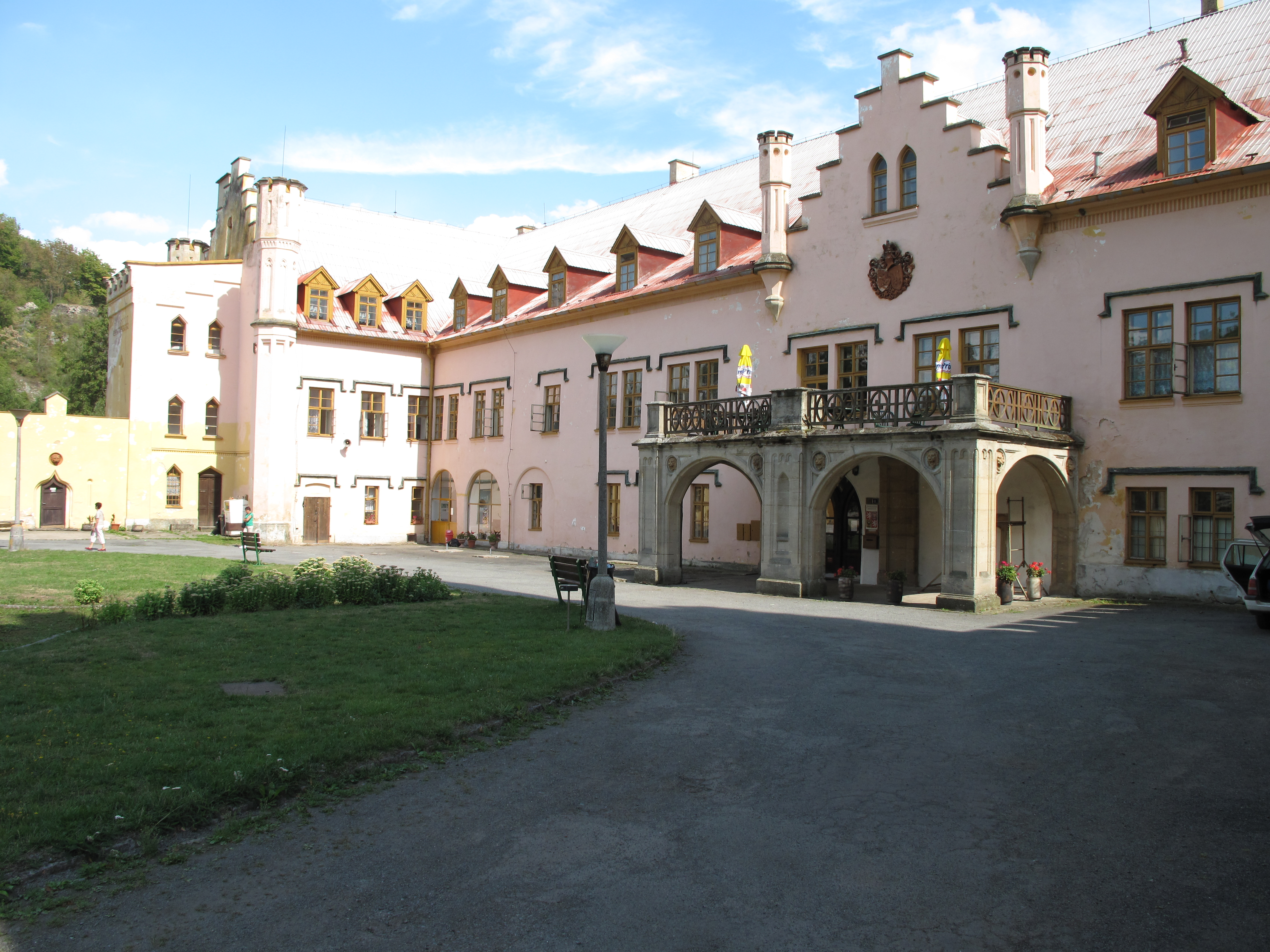
Schloss Preitenstein
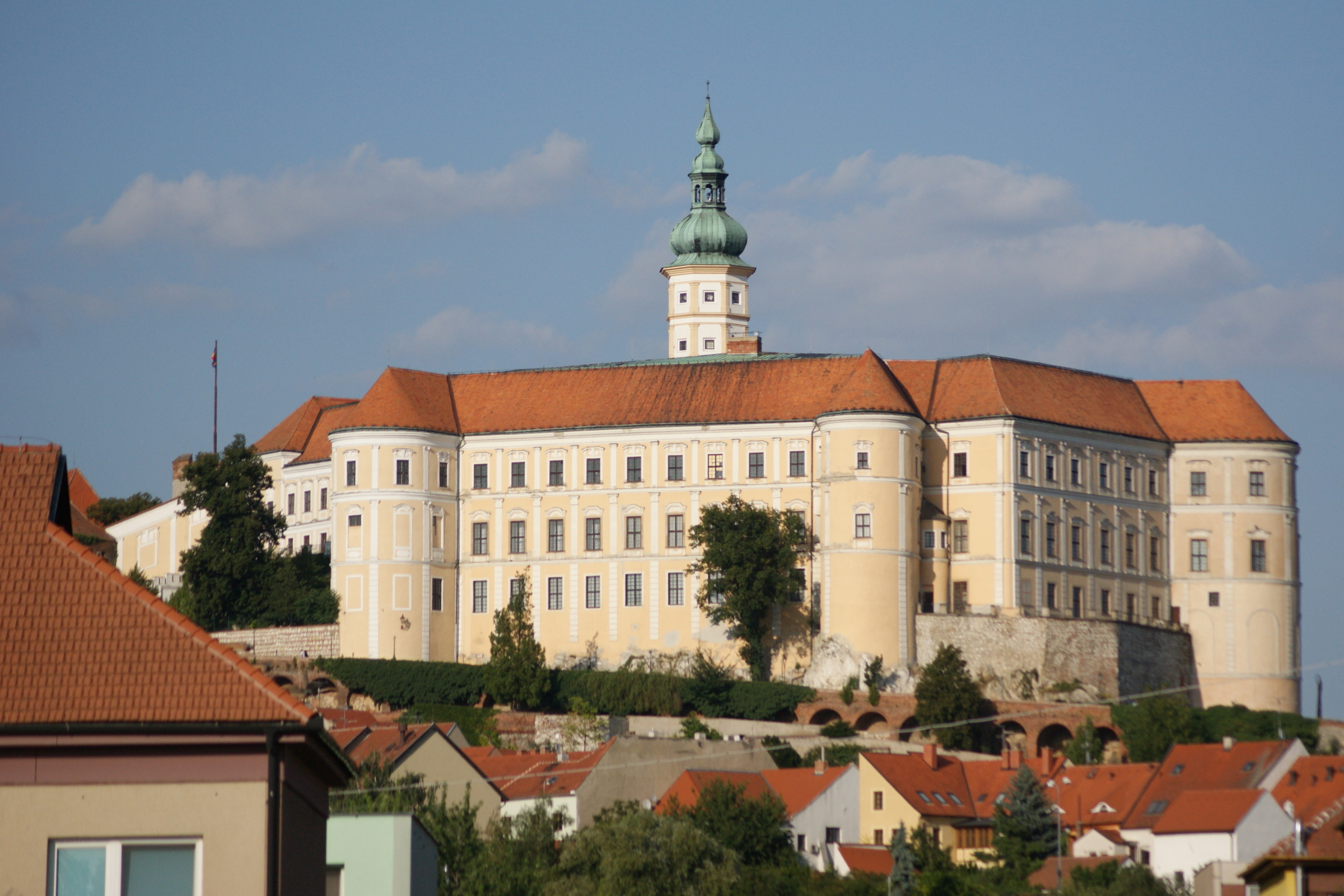
Schloss Nikolsburg

## Wappen
Das Stammwappen des Geschlechts zeigt einen (rotbewehrten) blauen Löwen auf silbernem Grund; im Wappen des Diploms von 1844 ist auf dem Schild die Marquiskrone und darauf ein gekrönter Helm mit blau-silbernen Decken, worauf ein silberner Pelikan, seine Jungen mit seinem Blut nährend, darunter ein abflatterndes blaues Band mit dem Feldruf “Sans varier” (Ohne Veränderung). Schildhalter: zwei widersehende goldene Greife; der Wahlspruch des Geschlechts Mensdorff-Pouilly lautet: “Fortitudine et caritate” (Mit Tapferkeit und Liebe).

Stammwappen derer von (Mensdorff-)Pouilly
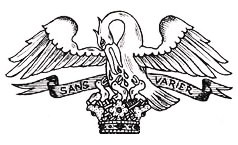
Helmzier der Grafen von Mensdorff-Pouilly: ein sich aufopfernder Pelikan
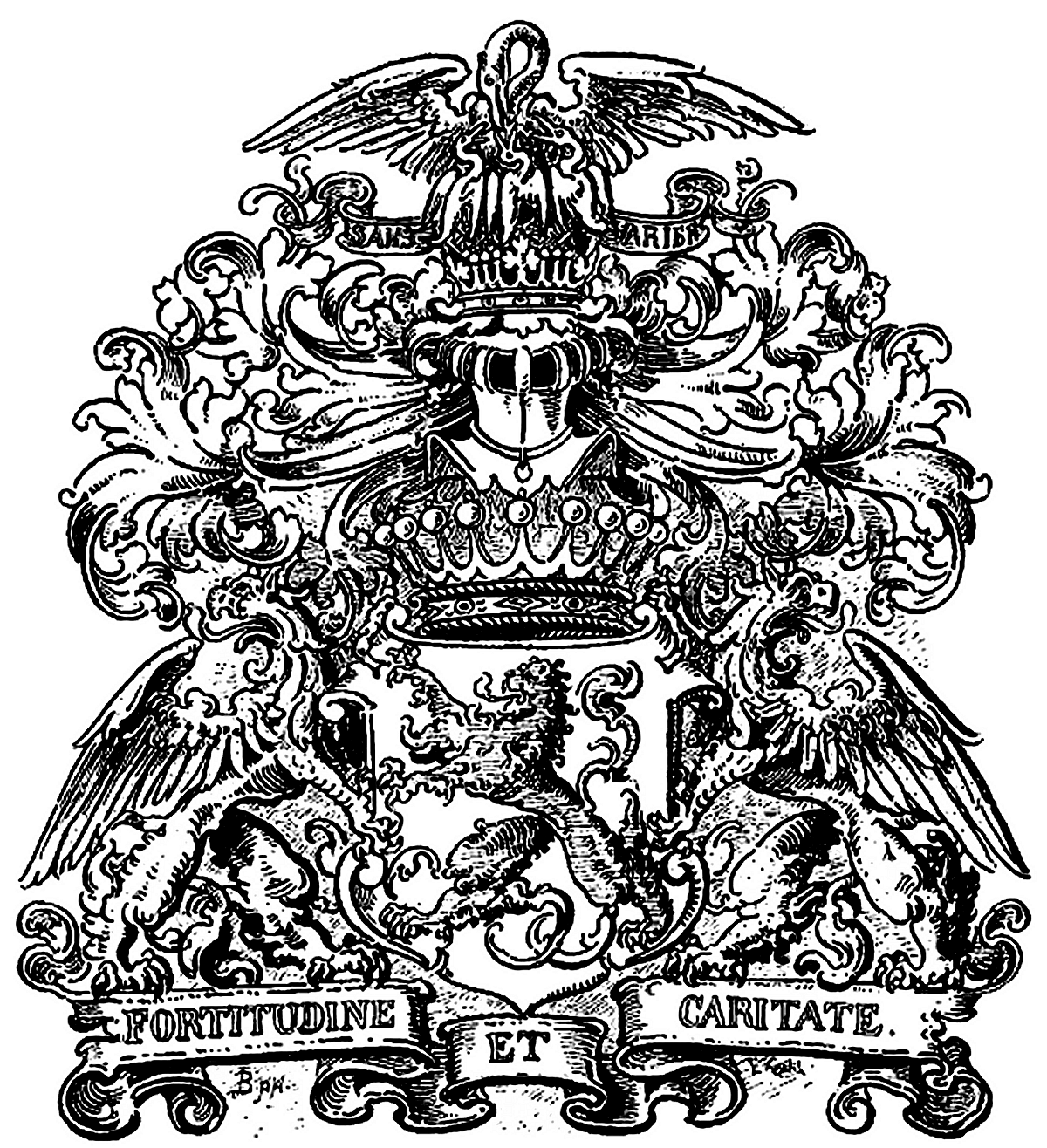
Wappen der Grafen von Mensdorff-Pouilly

Der Schild der Fürsten von Dietrichstein zu Nikolsburg aus dem Haus Mensdorff-Pouilly und ihrer Nachkommen, der Mensdorff-Pouilly-Dietrichstein, ist geviert: In Feld 1 und 4 in Silber ein rot bewehrter blauer Löwe (Mensdorff-Pouilly), 2 und 3 in von Gold und Rot schrägrechts geteilten Felde zwei blanke Winzermesser mit goldenen Griffen (Dietrichstein); auf dem Schild der Fürstenhut.

## Prominente Mitglieder
- Emmanuel von Mensdorff-Pouilly (1777–1852), Vizegouverneur der Bundesfestung Mainz 1834;
- Sophie von Sachsen-Coburg-Saalfeld (1778–1835), Ehefrau des vorgenannten, Tante von Königin Victoria und Schwester des ersten belgischen Königs
- Alexander von Mensdorff-Pouilly (1813–1871), österreichischer Außenminister 1864–1866;
- Albert von Mensdorff-Pouilly-Dietrichstein (1861–1945), sein Sohn, Diplomat der österreichisch-ungarischen Monarchie;
- Alfons Mensdorff-Pouilly (* 1948), Animator;[9][10]
- Alfons Mensdorff-Pouilly (* 1953), Großgrundbesitzer, Forstwirt und Lobbyist.